# Amorphophallus merrillii
Amorphophallus merrillii là một loài thực vật có hoa trong họ Ráy (Araceae). Loài này được K.Krause mô tả khoa học đầu tiên năm 1912.